# Rabih Abou-Khalil

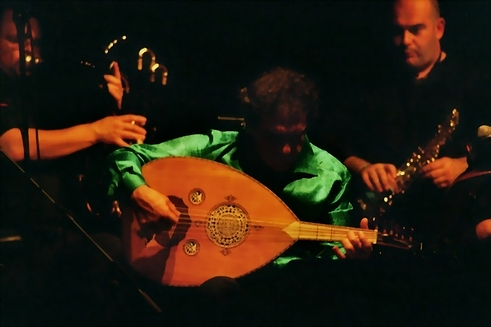
Rabih Abou-Khalil podczas festiwalu jazzowego w Neuwied w 2006 roku

Rabih Abou-Khalil (arab. ‏ربيع أبو خليل‎, Rabīʿ Abū Ḫalīl; ur. 17 sierpnia 1957 w Bejrucie) – libański muzyk, udzista, kompozytor, tworzący w nurcie ethno jazzu. W swojej twórczości łączy muzykę arabską z elementami muzyki poważnej oraz jazzu.

## Życie i twórczość
Rabih Abou-Khalil urodził się 17 sierpnia 1957 roku w Bejrucie. Na udzie nauczył się grać w wieku czterech lat. Uczęszczał do klas fletu i udu w bejruckiej szkole muzycznej. Słuchał wówczas takich twórców jak Thelonious Monk, Ella Fitzgerald i Frank Zappa. W 1978 r., trzy lata po rozpoczęciu wojny domowej w Libanie, opuścił kraj i wyjechał do Niemiec. Zamieszkał w Monachium, gdzie uczył się gry na flecie w tamtejszej Akademii Muzycznej. Pierwszy album, Compositions & Improvisations, artysta nagrał wraz z pianistą Michaelem Armannem w 1982 roku. Na początku lat 90., na zlecenie niemieckiego radia Südwestfunk, Abou-Khalil napisał dwie kompozycje na kwartet. Utwory te wykonane zostały przez grupę Kronos Quartet podczas festiwalu jazzowego w Stuttgarcie w 1992 roku. Artysta był zaangażowany w akcję wiolonczelisty Yo-Yo My pt. Silk Road Project, skupiającą artystów muzycznych z całego świata. W jej ramach odbyło się kilka koncertów z udziałem Abou-Khalila.
W 2013 roku artysta wraz z jazzowym kwintetem Mediterranean Quintet wyruszył w trasę koncertową promującą album Hungry People. Trasa rozpoczęła się w Bitoli w Macedonii (podczas piątej edycji World Music Festival) i zakończyła w Le Thor we Francji. Rabih Abou-Khalil jest również autorem kilku ścieżek dźwiękowych, m.in. do filmu niemego Nathan der Weise z 1922 roku (opartego na motywach powieści Natan mędrzec). Mieszka na przemian w Niemczech oraz we Francji.

## Dyskografia
- 1982 – Compositions & Improvisations
- 1984 – Bitter Harvest
- 1986 – Between Dusk and Dawn (Enja)
- 1988 – Nafas (ECM)
- 1989 – Bukra (Enja)
- 1990 – Roots & Sprouts (Enja)
- 1991 – Al-Jadida (Enja)
- 1992 – Blue Camel (Enja)
- 1993 – Tarab (Enja)
- 1994 – Sultan's Picnic (Enja)
- 1995 – Arabian Waltz (Enja)
- 1997 – Odd Times (Enja)
- 1998 – Yara (Enja)
- 2001 – Cactus of Knowledge (Enja)
- 2002 – Il Sospiro (Enja)
- 2003 – Morton's Foot (Enja)
- 2005 – Journey to the Centre of an Egg (Enja)
- 2007 – Music for Sad Women (Enja)
- 2008 – Em Português (Enja)
- 2009 – Selection (Enja)
- 2010 – Trouble in Jerusalem (Enja)
- 2012 – Hungry People (Harmonia Mundi/World Village)